# 8436 Леукопсіс
8436 Леукопсіс (8436 Leucopsis) — астероїд головного поясу, відкритий 25 березня 1971 року.
Тіссеранів параметр щодо Юпітера — 3,208.